# 1390年
| 千纪： | 2千纪 |
| 世纪： | 13世纪 \| 14世纪 \| 15世纪                                                                                 |
| 年代： | 1360年代 \| 1370年代 \| 1380年代 \| 1390年代 \| 1400年代 \| 1410年代 \| 1420年代                           |
| 年份： | 1385年 \| 1386年 \| 1387年 \| 1388年 \| 1389年 \| 1390年 \| 1391年 \| 1392年 \| 1393年 \| 1394年 \| 1395年 |
| 纪年： | 庚午年（马年）；明洪武二十三年；越南光泰三年；日本南朝元中七年，北朝康應二年，明德元年                     |

## 大事记
- 4月14日——約翰七世推翻他的祖父約翰五世成為拜占庭皇帝。
- 4月19日——羅伯特三世接替他的父親羅伯特二世成為蘇格蘭國王。
- 9月17日——約翰五世在他的兒子曼努埃爾和威尼斯共和國協助下復位後，約翰七世尋求奧斯曼蘇丹巴耶塞特一世的庇護。
- 明太祖朱元璋兴诏狱。
- 李善長為了大興土木，向信國公湯和借用衛卒三百名，湯和暗中向朱元璋報告，朱元璋頒敕李善長以「元勳國戚，知逆謀不舉，狐疑觀望懷兩端，大逆不道」，其妻等七十余人被殺。陸仲亨的家奴告發陸仲亨與唐勝宗、費聚、趙雄三名侯爵，曾串通胡惟庸「共謀不軌」，宋濂的孫子宋慎亦受牽連被殺，宋濂本人貶死四川夔州。朱元璋特地頒佈《昭示奸黨錄》。
- 明太祖第七次北伐，晉王朱棡、燕王朱棣分兵兩路北征，朱棣在迤都（今蒙古國蘇赫巴托爾省之達裡甘戛附近）迫降北元太尉乃兒不花。
- 日本發生土岐康行之亂。
- 蘇祿蘇丹國建立。

## 出生
- 約翰八世，拜占庭帝國皇帝（1448年去世，58岁）。

## 逝世
- 1月2日：鲁荒王朱檀（1370年出生）
- 7月6日：李善长（1314年出生）
- 李存義，明朝開國功臣韓國公李善長之弟，因朱元璋懷疑李善長一族為胡惟庸同黨，隨李善長一族被誅殺。